# Danske Studerendes Fællesråd
Danske Studerendes Fællesråd (DSF) er en paraplyorganisation for studenterpolitiske organisationer ved de videregående uddannelser i Danmark. DSF, der blev etableret i 1932, er uafhængig af partipolitiske interesser.
DSF repræsenterer igennem sine 20 medlemsorganisationer flere end 170.000 studerende fra hele landet. Dermed er DSF Danmarks største organisation for studerende på videregående uddannelse
DSF koordinerer de forskellige medlemsorganisationers studenterpolitiske samarbejde.
DSF's politiske udvalg arbejder med emner som gennemførelse og frafald, optagelsessystemet, Lissabonstrategien, Bolognaprocessen, SU, boligpolitik, undervisningsmiljø og internationalisering.
Derudover samarbejder DSF med andre danske studenterpolitiske organisationer samt uddannelsespolitiske institutioner som Danske Universiteter og Uddannelses- og Forskningsministeriet.

## Organisation
Bestyrelsen er organisationens øverste myndighed imellem politikkonferencer. Forretningsudvalget er organisationens daglige, politiske ledelse. Forretningsudvalget består af en forperson, to næstforpersoner (uddannelsespolitisk og levevilkårspolitisk næstforperson), en organisatorisk ansvarlig samt en international ansvarlig.
Sekretariatschefen er leder af sekretariatet, der betjener forretningsudvalget, bestyrelsen og medlemsorganisationerne. Sekretariatet er et politisk uafhængigt organ, der servicerer hele organisationen. Nuværende sekretariatschef er Rasmus Lindboe.

## Internationalt arbejde
DSF er medlem af den europæiske studenterorganisation European Students' Union, tidligere kendt som ESIB, og af netværket Nordiskt Ordförande Möte NOM. DSF's internationale ansvarlige repræsentere danske studerendes interesser i udlandet ved emner som EUs uddannelsespolitik, Bologna-processen og verdensmålene for bæredygtig udvikling.
DSF står bag samarbejdsprojekter med studenterbevægelser i Zimbabwe og Palæstina.

## Medlemsorganisationer
- Syddanske Studerende ved Syddansk Universitet, Odense
- CBS Students ved Copenhagen Business School (CBS)
- Elevrådet ved Det Fynske Kunstakademi Arkiveret 24. august 2007 hos  Wayback Machine
- De Studerendes Råd ved Det Jyske Musikkonservatorium
- De Studerendes Råd ved Designskolen Kolding
- Elevrådet ved Det Jyske Kunstakademi
- De Studerendes Råd ved Det Kgl. Danske Kunstakademi - Billedkunstskolerne
- De Studerendes Råd ved Det Kgl. Danske Kunstakademis Skoler for Arkitektur, Design og Konservering (KADK)
- De Studerendes Råd ved Det Kgl. Danske Musikkonservatorium (DKDM)
- De Studerendes Råd ved Rytmisk Musikkonservatorium
- Studenterrådet på Syddansk Musikkonservatorium (SDMK)
- Studenterrådet ved Københavns Universitet
- Studenterrådet ved Aarhus Universitet
- Studenterrådet ved Roskilde Universitet Arkiveret 9. april 2014 hos  Wayback Machine
- Studentersamfundet ved Aalborg Universitet
- Polyteknisk Forening ved Danmarks Tekniske Universitet
- Student Political Union at IT University ved IT-universitetet Arkiveret 3. januar 2014 hos  Wayback Machine
- De Studerendes Råd ved Den Danske Scenekunstskole
- Elevrådet ved Den Danske Filmskole
- De Arkitektstuderendes Råd ved Arkitektskolen Aarhus

## Formandskaber
Siden november 2017 har vedtægterne angivet formandskabets betegnelser som forperson og næstforperson, dog med valgfrihed for den enkelte indehaver af posterne om vedkommende vil titulere sig som forperson, formand eller forkvinde henholdsvis næstforperson, næstformand eller næstforkvinde.
Betegnelsen forkvinde ses dog allerede benyttet fra 2015, mens betegnelsen næstforkvinde kan ses benyttet allerede i 2008.
| År   | Forperson (før nov. 2017: Formand) | Næstforperson (levevilkår) (før nov. 2017: Næstformand (levevilkår)) | Næstforperson (uddannelsespolitik) (før nov. 2017: Næstformand (uddannelsespolitik)) |
| ---- | ---------------------------------- | -------------------------------------------------------------------- | ------------------------------------------------------------------------------------ |
| 2025 | Christoffer Rosenkvist             | Linnea Jensen de Leon                                                | Rune Boelsmand Bak                                                                   |
| 2024 | Esben Bjørn Salmonsen              | Michella Ravn                                                        | Lauge Lunding Bach                                                                   |
| 2023 | Esben Bjørn Salmonsen              | Maria Køpke                                                          | Lauge Lunding Bach                                                                   |
| 2022 | Julie Lindmann                     | Mads Eskjær Øbakke                                                   | Mick Scholtka                                                                        |
| 2021 | Mike Gudbergsen                    | Louise Frost                                                         | Mick Scholtka                                                                        |
| 2020 | Johan Hedegaard Jørgensen          | Søren Skou Hansen                                                    | Signe Tolstrup Mathiasen                                                             |
| 2019 | Johan Hedegaard Jørgensen          | Søren Skou Hansen                                                    | Signe Tolstrup Mathiasen                                                             |
| 2018 | Sana Mahin Doost                   | Kirstine Pedersen                                                    | Mads Hareskov Jørgensen                                                              |
| 2017 | Sana Mahin Doost                   | Rasmus Kjær Slot                                                     | Mads Hareskov Jørgensen                                                              |
| 2016 | Yasmin Davali                      | Kristian Bruun Andersen                                              | Andreas Birch Olsen                                                                  |
| 2015 | Yasmin Davali                      | Laura Kofod                                                          | Heidi Klokker                                                                        |
| 2014 | Jakob Lindell Ruggaard             | Stefan Larsen                                                        | Rasmus Markussen                                                                     |
| 2013 | Jakob Lindell Ruggaard             | Mads Melin                                                           | Rasmus Markussen                                                                     |
| 2012 | Torben Holm                        | Anne Marie Larsen                                                    | Emilie Nayberg                                                                       |
| 2011 | Magnus Pedersen                    | Louise Lipczak Hansen                                                | Nina Rasmussen                                                                       |
| 2010 | Mikkel Zeuthen                     | Johanne Skriver                                                      | Lena Scotte                                                                          |
| 2009 | Maren Schmith Astrup               | Laura Toftegaard Pedersen                                            | Nils Wiese                                                                           |
| 2008 | Bjarke Refslund                    | Pernille Miller                                                      | Jeppe Mulvad Larsen                                                                  |
| 2007 | Mads Svaneklink                    | Michael Hunnicke Jensen                                              | Rune Møller Stahl                                                                    |